# Martha McSally
Martha McSally (ur. 22 marca 1966) – amerykańska polityczka, członkini Partii Republikańskiej, kongresmenka ze stanu Arizona (2015-2019), Senator Stanów Zjednoczonych z tego samego stanu od 3 stycznia 2019 do 2 grudnia 2020.
W 2018 roku McSally wystartowała w wyborach do Senatu USA. Po zaciętej kampanii lepsza od niej okazała się kandydatka Partii Demokratycznej Kyrsten Sinema. Po miesiącu gubernator Arizony Doug Ducey oświadczył, że zamierza mianować McSally na wakujący – wskutek śmierci Johna McCaina i rezygnacji Jona Kyla – urząd senatora USA 3. klasy z Arizony. McSally objęła urząd 3 stycznia 2019 roku, tego samego dnia, co jej niedawna rywalka Kyrsten Sinema. W 2020 r. ubiegała się w wyborach specjalnych o dokończenie ostatnich 2 lat kadencji zmarłego Johna McCaina. Przegrała z kandydatem demokratów, byłym astronautą Markiem Kelly. Pełniła urząd do 2 grudnia 2020 roku, kiedy został zaprzysiężony Kelly.